# 金像寺摩崖造像
金像寺摩崖造像位於四川省樂山市夾江縣，文物遺址年代判定為明代至清代。2007年6月1日公佈為四川省第七批文物保護單位。